# Liliom (keresztnév)
A Liliom a latin lilium szóból származó virágnév, amit az utóbbi évtizedekben újítottak fel.

## Gyakorisága
Már az Árpád-korban használták, az 1990-es években szórványos név, a 2000-es években nem szerepel a 100 leggyakoribb női név között.

## Névnapok
- július 27.
- augusztus 11.